# Talmeca invisa
Talmeca invisa är en fjärilsart som beskrevs av William Schaus 1906. Talmeca invisa ingår i släktet Talmeca och familjen tandspinnare. Inga underarter finns listade i Catalogue of Life.